# Marcus Junkelmann

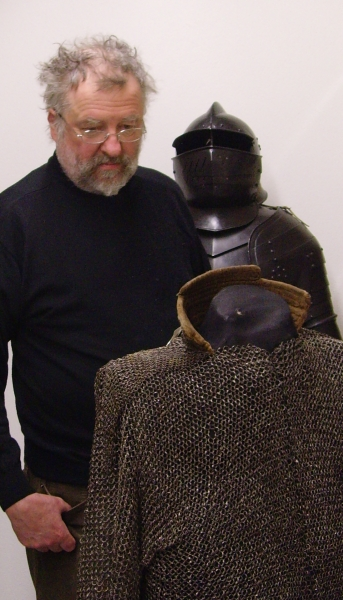
Marcus Junkelmann 2008

Marcus Junkelmann (* 3. Oktober 1949 in München) ist ein deutscher Historiker und Experimentalarchäologe.
Marcus Junkelmann wuchs als Sohn des Kunsthistorikers und Komponisten Erich Junkelmann und seiner Frau Charlotte in Schloss Lustheim im Schlosspark Schleißheim auf und machte 1969 das Abitur am Dom-Gymnasium Freising. Ab 1971 studierte er Alte Geschichte, Mittlere Geschichte und Neue Geschichte sowie Anglistik an der Universität München, wo er 1976 mit der Arbeit Waterloo. Eine kriegsgeschichtliche Untersuchung die Magisterprüfung ablegte und 1979 bei Hans Schmidt mit einer Arbeit zum Thema Kurfürst Max Emanuel von Bayern als Feldherr promoviert wurde. Anschließend war er Mitarbeiter an der Ausstellung „Wittelsbach und Bayern“ (1980), Assistent am Lehrstuhl für Didaktik der Geschichte in München und Mitarbeiter des Bayerischen Armeemuseums in Ingolstadt. Zeitweise nahm er Lehraufträge an der Universität München und an der Universität der Bundeswehr in Neubiberg wahr.
Seit 1984 machte Junkelmann sich einen Namen als freier Militärhistoriker und experimenteller Archäologe auf Schloss Ratzenhofen. Mit anderen Interessierten rekonstruierte er Waffen und Ausrüstung der römischen Legionäre und testete diese im praktischen Experiment. Mit Aktionen wie dem Alpenübergang aus Anlass der 2000-Jahr-Feier von Augsburg 1985 mit den Methoden und der Ausrüstung der römischen Infanterie wurde er überregional bekannt, Fernsehdokumentationen und Videos wurden darüber produziert. Junkelmann wertete seine Experimente in diversen Büchern zu dieser Thematik aus. Ab 1987 beschäftigte sich Junkelmann auch mit der römischen Kavallerie und experimentierte auch hier bei seinen Limesritten zwischen Nordsee und Donau mit rekonstruierten antiken Ausrüstungsgegenständen sowie Reitweisen.
Für Museen wie das Limesmuseum Aalen, das Westfälische Römermuseum Haltern, das Rheinische Landesmuseum Trier, das Museum für Kunst und Gewerbe Hamburg, das British Museum London, den Archäologischen Park Xanten, das Provinciaal Museum Nijmegen und den Archäologischen Park Carnuntum hat Junkelmann zahlreiche Ausrüstungen römischer Infanterie und Kavallerie sowie von Gladiatoren rekonstruiert und erprobt. In Museen, archäologischen Parks sowie an Universitäten und Schulen hält er Vorträge und veranstaltet praktische Vorführungen seiner Mitarbeiter. Praktische Feldforschung treibt Junkelmann auch zum Dreißigjährigen Krieg, zum Spanischen Erbfolgekrieg und zu den Napoleonischen Kriegen. Seit 2012 hat er in der Schlossanlage Schleißheim mehrere Churbayerische Freudenfeste veranstaltet.
Junkelmann lebt heute als freier Historiker und Schriftsteller bei Mainburg in Niederbayern. Er war verheiratet mit Marlies Höbel-Junkelmann (1935–2021).

## Auszeichnungen
- 1993 Rolex Award for Enterprise
- 1997 Ceram-Preis des Rheinischen Landesmuseums Bonn für das beste archäologische Sachbuch (für „Panis militaris“)
- 2006 Preis „Lieblingsbuch“ des österreichischen Buchhandels in der Kategorie Jugendsachbuch (für „Was ist was: Gladiatoren“)
- 2011 Rainer Christlein-Medaille der Gesellschaft für Archäologie in Bayern
- 2012 Bayerischer Verdienstorden

## Schriften
Sachbücher
- Kurfürst Max Emanuel von Bayern als Feldherr, Herbert Utz Verlag, München 2000, ISBN 3-89675-731-8 (= Dissertation von 1979).
- Napoleon und Bayern. Von den Anfängen des Königreiches, Friedrich Pustet, Regensburg 1984, ISBN 3-7917-0929-1.
- Die Legionen des Augustus. Der römische Soldat im archäologischen Experiment (= Kulturgeschichte der Antiken Welt. Band 33). Philipp von Zabern, Mainz 1986.
- Morgenröte am Potomac: der Amerikanische Bürgerkrieg, Schweizer Verlagshaus, Zürich 1987, ISBN 3-7263-6520-6.
- Muli Mariani. Marsch in römischer Legionarsrüstung über die Alpen (= Schriftenreihe des Limesmuseums Aalen. Band 36). Stuttgart 1985.
- Die Reiter Roms. Teil 1: Reise, Jagd, Triumph und Circusrennen (= Kulturgeschichte der antiken Welt. Band 45). Philipp von Zabern, Mainz 1990, ISBN 3-8053-1006-4 (4. Auflage 2008).
- Die Reiter Roms. Teil 2: Der militärische Einsatz (= Kulturgeschichte der antiken Welt. Band 49). Philipp von Zabern, Mainz 1991, ISBN 3-8053-1139-7 (4. Auflage 2008).
- Die Reiter Roms. Teil 3: Zubehör, Reitweise, Bewaffnung (= Kulturgeschichte der antiken Welt. Band 53). Philipp von Zabern, Mainz 1992, ISBN 3-8053-1288-1 (4. Auflage 2008).
- Der Amerikanische Bürgerkrieg 1861–1865, Weltbild-Verlag, Augsburg 1992, ISBN 3-89350-355-2.
- Nach dem Sturm: Aufbruch einer Nation: Die USA nach dem Bürgerkrieg, Schweizer Verlagshaus, Zürich 1992, ISBN 3-7263-6585-0.
- Die Eroberung des Westens. Die USA nach dem Bürgerkrieg 1865–1890, Weltbild-Verlag, Augsburg 1993, ISBN 3-89350-561-X.
- Gustav Adolf (1594–1632): Schwedens Aufstieg zur Großmacht, Friedrich Pustet, Regensburg 1993, ISBN 3-7917-1397-3.
- Dollinger – Das Buch zum Spiel, Verlag der Mittelbayerischen Zeitung, Regensburg 1995.
- Reiter wie Statuen aus Erz (= Zaberns Bildbände zur Archäologie / Antike Welt. Sonderband). Philipp von Zabern, Mainz 1996, ISBN 3-8053-1821-9.
- Panis militaris. Die Ernährung des römischen Soldaten oder der Grundstoff der Macht (= Kulturgeschichte der antiken Welt. Band 75). Philipp von Zabern, Mainz 1997, ISBN 3-8053-2332-8.
- Römische Helme (mit Beiträgen von John Pollini und Günther E. Thüry, hrsg. von Hermann Born), Sammlung Axel Guttmann, Verlag Philipp von Zabern, Mainz 2000, ISBN 3-8053-1670-4.
- Römische Kampf- und Turnierrüstungen, Sammlung Axel Guttmann (zusammen mit Hermann Born), Philipp von Zabern, Mainz 1997, ISBN 3-8053-1668-2.
- Arte & Marte Theatrum Belli. Die Schlacht bei Höchstädt 1704 und die Schlösser von Schleißheim und Blenheim, Verlag Traugott Bautz, Herzberg 2000, ISBN 3-88309-083-2.
- Aus dem Füllhorn Roms. 34 Originalrezepte aus der römischen Küche, Philipp von Zabern, Mainz 2000, ISBN 3-8053-2686-6 (3. Auflage 2007).
- Das Spiel mit dem Tod. So kämpften Roms Gladiatoren (= Zaberns Bildbände zur Archäologie). Philipp von Zabern, Mainz 2000, ISBN 3-8053-2563-0.
- Hollywoods Traum von Rom. „Gladiator“ und die Tradition des Monumentalfilms (= Kulturgeschichte der antiken Welt. Band 94). Philipp von Zabern, Mainz 2004, ISBN 3-8053-2905-9.
- Das greulichste Spectaculum. Die Schlacht von Höchstädt 1704 (= Hefte zur Bayerischen Geschichte und Kultur. Band 30). Hrsg. vom Haus der Bayerischen Geschichte, 2004, ISBN 3-927233-90-0.
- Was ist was. Gladiatoren. Kämpfer der Arena (für Jugendliche), Tessloff Verlag, Nürnberg 2005, ISBN 3-7886-0422-0 (3. Auflage 2012, in 8 Sprachen übersetzt).
- Römische Kavallerie – Equites Alae. Die Kampfausrüstung der römischen Reiter im 1. und 2. Jahrhundert n.Chr. (= Schriftenreihe des Limesmuseums Aalen. Band 42). Stuttgart 1989.
- „Der Du gelehrt hast meine Hände den Krieg.“ Tilly – Heiliger oder Kriegsverbrecher?, Begleitpublikation zur gleichnamigen Ausstellung des Historischen Vereins Alt-Tilly und des Bayerischen Armeemuseums, Altötting 2007, ISBN 978-3-87245-036-4.
- Gladiatoren. Das Spiel mit dem Tod, Philipp von Zabern, Mainz 2008, ISBN 978-3-8053-3797-7.
- Der kühnste Feldzug. Napoleon gegen Erzherzog Carl, 19.–24. April 1809. Teugn und Hausen – Abensberg – Landshut – Eggmühl – Regensburg, Bauer-Verlag, Schierling 2009, ISBN 978-3-9813080-0-6. (2. überarbeitete Auflage 2015).
- Rundweg Schlacht bei Eggmühl, 22. April 1809, Markt Schierling, Schierling 2009 (auch in französischer und englischer Übersetzung).
- Oberschleißheim. Eine Zeitreise, hrsg. von Hermann Rumschöttel mit Beiträgen von Klaus Bachhuber, Otto Bürger u. a., Eos-Verlag, St. Ottilien, 2010, ISBN 978-3-00-032731-5.
- Tilly. Der katholische Feldherr, Friedrich Pustet, Regensburg 2011, ISBN 978-3-7917-2354-9.
- Red Dawn on the Potomac. An Illustrated History of the American Civil War, Konecky & Konecky, Old Saybrook, Connecticut, (USA), 2013, ISBN 978-1-56852-797-0.
- Augustus und seine Zeit. Die 101 wichtigsten Fragen, Verlag C.H. Beck, München 2014, ISBN 978-3- 406- 65895- 2.
- Napoleon und Bayern. Eine Königskrone und ihr Preis, Verlag Friedrich Pustet, Regensburg 2014, ISBN 978-3-7917-2631-1.
- Die Legionen des Augustus. 15., gründlich überarbeitete und erweiterte Auflage, Herbert Utz Verlag, München 2015, ISBN 978-3-8316-4418-6.
- Montgelas. „Der fähigste Staatsmann, der je die Geschicke Bayerns gelenkt hat“, Verlag Friedrich Pustet, Regensburg 2014, ISBN 978-3-7917-2687-8.
- Maximilian I. Der eiserne Kurfürst, Verlag Friedrich Pustet, Regensburg 2017, ISBN 978-3-7917-2935-0.
- Max Emanuel. Der Blaue König, Verlag Friedrich Pustet, Regensburg 2018, ISBN 978-3-7917-2991-6.
- Römische Naschkatzen. Praktische Anleitung für die römische Küche, Nünnerich-Asmus-Verlag, Oppenheim am Rhein 2019, ISBN 978-3-96176-089-3.
- Gladiatoren. Die Wirklichkeit hinter der Legende, Nünnerich-Asmus-Verlag, Oppenheim am Rhein 2022, ISBN 978-3-96176-196-8
- Carl Ernst von Gravenreuth. „Sie allein können Bayern retten!“ Eine Karriere zwischen Napoleon und Montgelas, Verlag Friedrich Pustet, Regensburg 2022, ISBN 978-3-7917-3043-1.
- Soldaten des Dreißigjjährigen Krieges. Bd. 1: Der Pikenier (= Kataloge des Bayerischen Armeemuseums, Bd. 24.1), Verlag Ph. C. W. Schmidt, Neustadt an der Aisch 2023, ISBN 978-3-87707-303-2.
- Soldaten des Dreißigjährigen Krieges. Bd. 2: Der Musketier (= Kataloge des Bayerischen Armeemuseums , Bd. 24.2), Verlag Ph. C. W. Schmidt, Neustadt an der Aisch 2023, ISBN 978-3-87707-304-9.
- Soldaten des Dreißigjährigen Krieges. Bd. 3: Der Kürassier (= Kataloge des Bayerischen Armeemuseums, Bd. 24.3), Verlag Ph. C. W. Schmidt, Neustadt an der Aisch 2023, ISBN 978-3-87707-302-5.

Filmdrehbücher
- Bilder aus der deutschen Vergangenheit. Der deutsche Soldat (Bayerischer Rundfunk, 1986 – zahlreiche Wiederholungen).
- Der Römerschatz von Sorviodurum. Das Gäubodenmuseum Straubing (Landesstelle für die nichtstaatlichen Museen/Bayerischer Rundfunk, 1994).
- Gerichte mit Geschichte. Römische Küche im alten Bayern. Film von Werner Teufl und Dr. Marcus Junkelmann (Bayerisches Fernsehen, 2000 – auch als Video).